# Camp (agricultura)

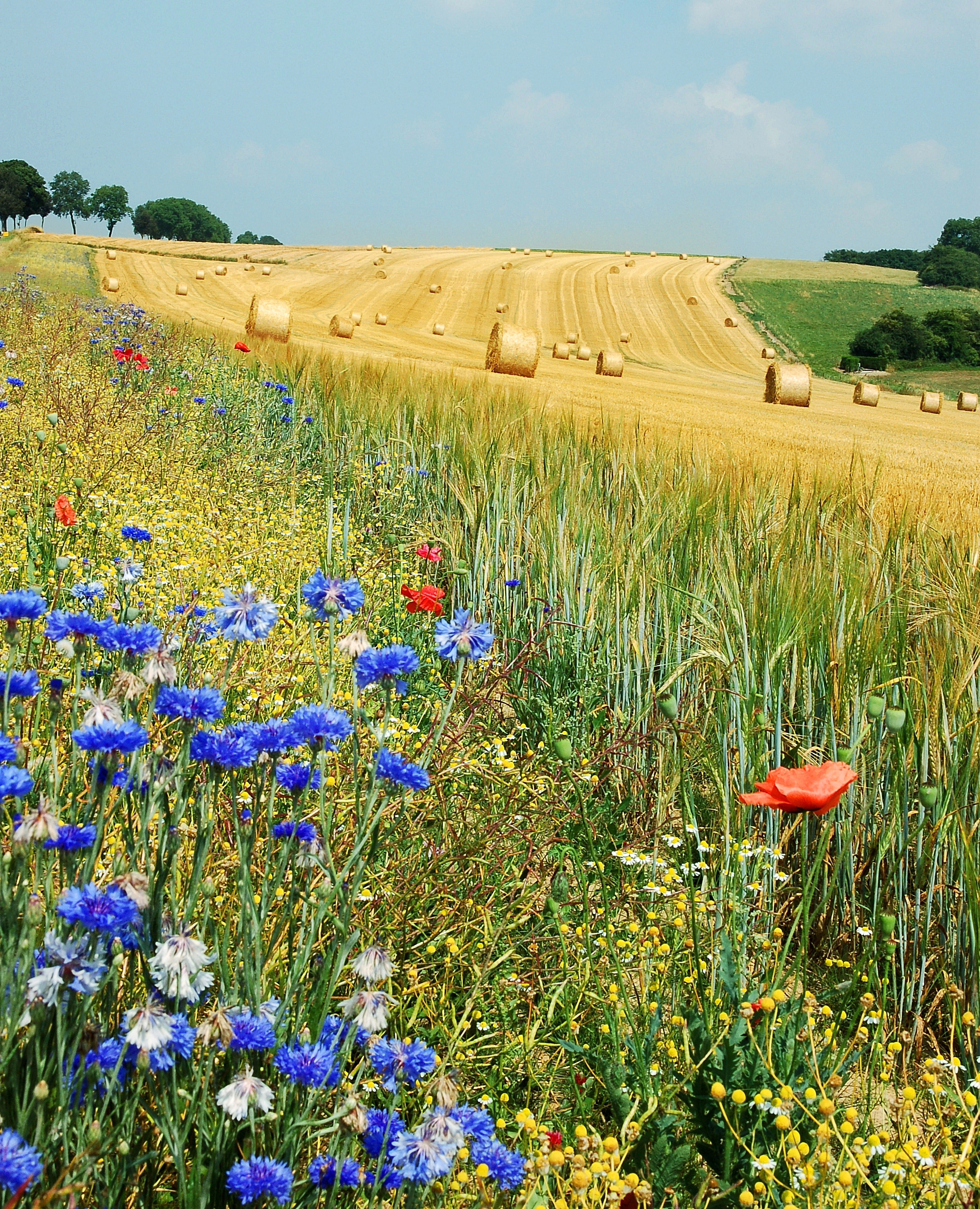
Camp a l'estiu

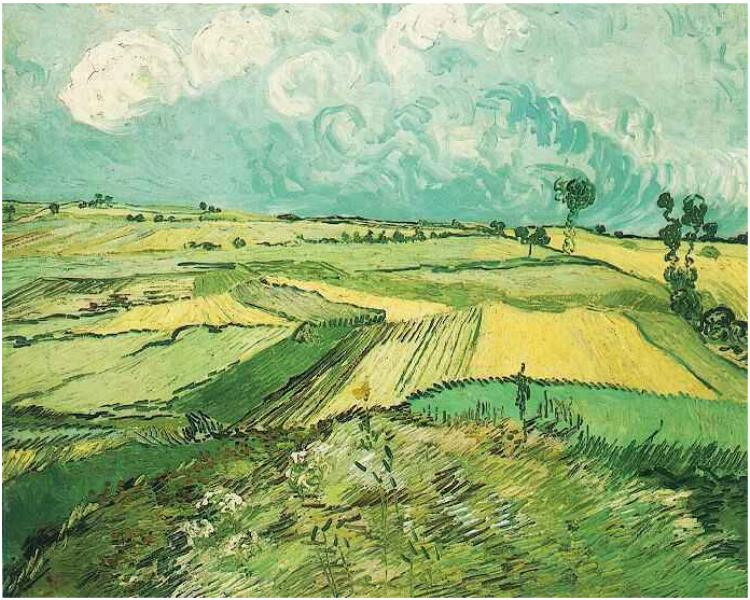
Vincent van Gogh, Auvers, 1890

En l'agricultura un camp és un terreny o una zona de cultiu. Els límits d'aquest terreny poden estar definits per una tanca o marge de pedra. Sovint hi ha fites de pedra (o altres materials). En molt casos els límits estan marcats per accidents i referències naturals.

## Terminologia
Els camps poden dividir-se segons la funció en aquests grups principals:
- Camp de secà.
- Camp de regadiu.

Per grandària:
- Bancal o hort és un tros de terra on es conreen hortalisses, llegum i altres plantes comestibles i, per tant, poden ser petits, fins i tot trobar-se dins d'un jardí o el corral d'una casa.
- Horta o finca. Les hortes o finques són generalment camps adients per al conreu de cítrics o altres arbres fruiters i, per tant, requereixen més espai.
- Pasturam. El pasturam és el tipus de camp que més terreny ocupa en què cal un ample prat d'herba o gespa per a nodrir el bestiar.

### Anar al camp
En molts indrets de Catalunya, de l'acció d'anar als camps a treballar, els pagesos en deien i diuen anar al tros o anar al defora.

### Terminologia legal
- Alou
- Finca rústica
- Parcel·la rústica
- "Hacienda", hisenda
- "Cortijo", "rancho", "estancia"
- Mas, alqueria, cavalleria
- Vedat
- Cavalleria (territori)

## Realitat física

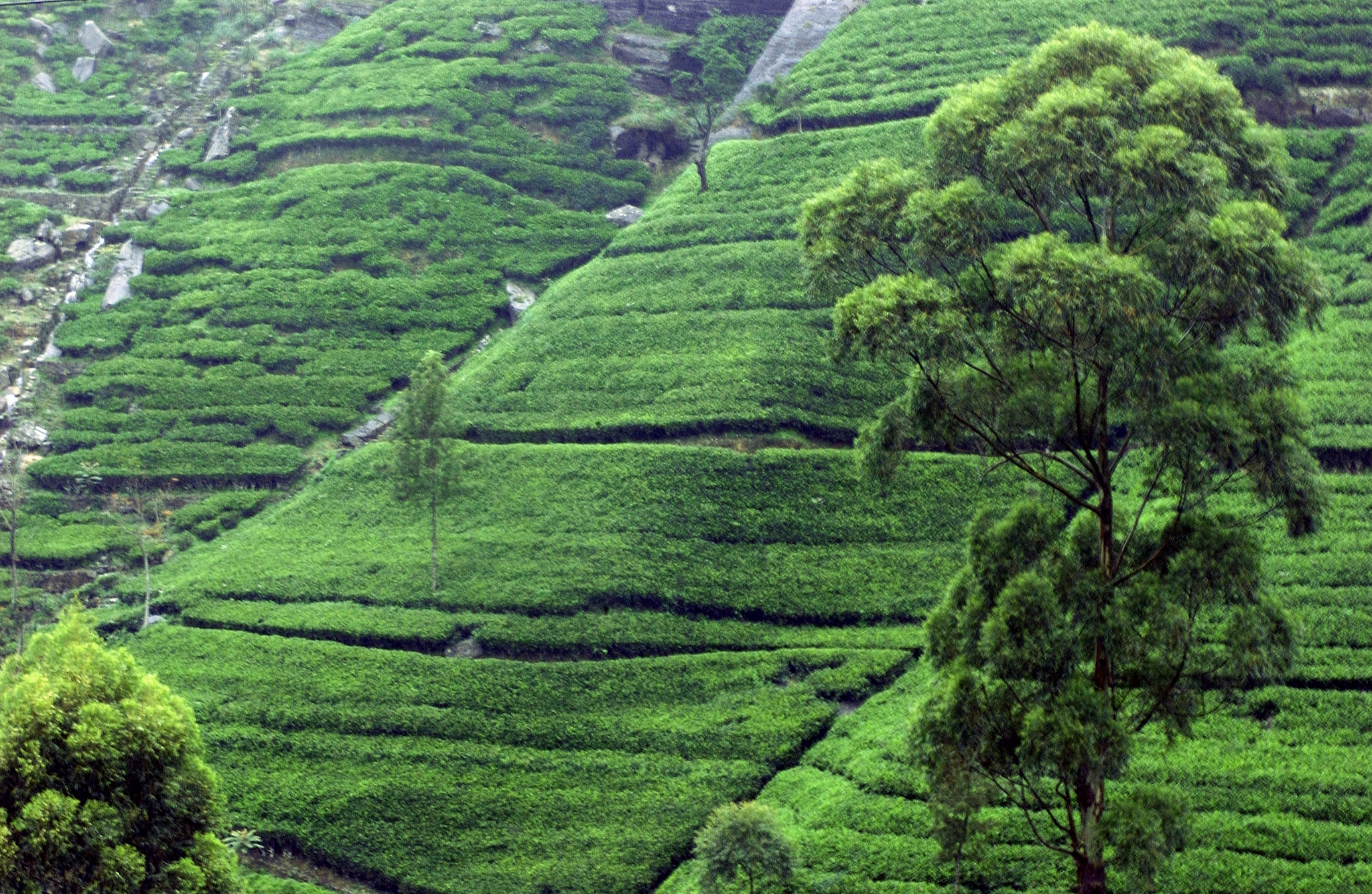
Plantació de té prop de Kandy, Sri Lanka.

En tot el món la disponibilitat de camps conreables és limitada i sempre ha estat així, amb diferents ordres de magnitud.
Un camp concret, un tros agrícola, és una unitat administrativa que consta d'uns límits (naturals o artificials) que determinen una superfície potencialment productiva a efectes de conreu. La superfície ideal és aproximadament plana tot i que hi ha exemples de plantacions amb pendents molt pronunciats (Exemples: antigues vinyes del Priorat plantades en costers sense marges; plantacions de té en tot el món).
Qualitats intrínseques d'un camp de conreu són la seva ubicació, el gruix de la terra superficial, la seva composició, les condicions climàtiques, la pluviometria, les temperatures extremes, l'exposició solar i altres.
A efectes pràctics el que es valora en un camp és la seva fertilitat. A curt i mig termini és important considerar la fertilitat estadística. És preferible la regularitat de les collites que algunes collites excepcionals irregulars.
Des de tots els punts de vista és essencial una bona comunicació (carreteres, camins, vies fluvials, canals, vies ferroviàries, aeroports…) amb els punts de consum, de comercialització o de transformació.

### Camps naturals i artificials
Hi ha camps de conreu naturals que s'han mantingut pràcticament iguals des de fa segles. Altres camps són artificials, producte de dessecacions d'aiguamolls o amb aportació majoritària de terres aportades des d'un altre indret o arrencades des del fons. (Hi ha exemples a l'Albufera de València i al delta del Llobregat).

### Creació de terres de conreu en espais naturals
Un sistema tradicional de creació de terres de conreu era la transformació de boscos i prats naturals en camps, talant i cremant arbres i arbusts i llaurant la porció desitjada. El procés era conegut com a “arrabassar” o, més modernament, com a “rompuda” (que és un castellanisme incorrecte). En èpoques passades, amb poca població i amb accions moderades, es tractava d'un sistema amb poc impacte sobre la natura.
Un mètode, aparentment menys agressiu, era el dessecament d'estanys i d'aiguamolls i el drenatge d'espais negats. Amb aportació de terres o sense.
(Cal recordar els exemples de l'Estany d'Ullastret i l'Estany d'Ivars i Vila-sana al Pla d'Urgell).
En terrenys inhòspits com l'illa d'Aran els petits camps de conreu es construïen arreplegant la poca terra que hi havia entre les roques i esmicolant les mateixes roques. Una aportació d'algues marines permetia “fabricar terra” i adobar-la al mateix temps. El conreu migrat de patates en aquells micro-camps contribuïa a la difícil subsistència dels illencs. (Vegeu el documental:Man of Aran de Robert J. Flaherty, de 1934).
En èpoques més modernes i en l'actualitat hi ha cremes de selva de forma exagerada i destructiva. De forma incontrolada per part de famílies que només volen sobreviure o de manera deliberada i controlada – per part de governs i grans indústries- per a dedicar les grans àrees devastades a conreus com la palma.

### Entarquinamentsartificials
Un sistema de "crear" o millorar terres conreables es basa en l'entarquinament projectat i desitjat.
Els entarquinaments artificials sorgiren imitant la natura.
En zones favorables de diferents països, generalment a les vores dels rius, es produïen inundacions anuals que deixaven alguns terrenys “enfangats” amb fang que havia aportat el riu. Quan s'assecava el fang, quedava un cert volum de sòl afegit al preexistent. I, molt sovint, aquest fenomen augmentava la fertilitat dels camps afectats.

#### Itàlia
Les paraules clau per a estudiar el present tema en italià són : "Colmata" i "bonifica per colmata". Que podrien traduir-se per : "Entarquinament" i "millora d'un sòl per entarquinament".
Hi ha moltes obres italianes del segle xix que tracten de l'entarquinament. Dels diversos tipus d'entarquinament: Entarquinament en zones de la plana, entarquinament en zones amb muntanyes,...
- 1873: Exposició de la "colmata".[12]
- 1901: Trattato della Bonifica Idraulica. Davide Bocci[11]
- 1989: Llibre modern que explica les “bonifiche per colmata”.[13]

#### França
La terminologia francesa està basada en els termes "limonage" i "colmatage".
Com en el cas anterior hi ha algunes obres franceses especialitzades del s.XIX.
- Descripció del "colmatage" (entarquinament).[14]
- "Colmatage" al riu Durance.[15]
- L'anomenat "terrement"[16]

#### Espanya i Portugal
- 1871. En els detalls del projecte aprovat de la dessecació de 3.426 Ha en una zona amb aiguamolls del Delta del Llobregat, hi ha la descripció de tàniques d'entarquinament.[17]
- 1884. Publicació d'una obra sobre sistemes de regadiu del reusenc i barceloní Andreu Llauradó i Fàbregas: "Tratado de aguas y riegos". Amb un capítol dedicat als entarquinaments.[18]

### Protecció dels camps
Alguns conreus necessiten alguna mena de protecció contra la radiació solar, les baixes temperatures, l'evaporació excessiva i altres. En aquests casos els camps es protegeixen amb umbracles o hivernacle s. Les caixes de Ward són la versió miniatura dels hivernacles.

#### Jardins botànics
Alguns  jardins botànics permeten el conreu de plantes exòtiques en condicions molt semblants a les naturals. Les plantes es mantenen en recintes tancats amb un clima condicionat. Cada recinte climàtic no és altra cosa que un camp agrícola protegit per una cúpula o estructura similar.

### Casos extrems
- Hi ha diversos exemples de camps flotants, amb terres disposades sobre plantes aquàtiques, a vegades amb certa mobilitat.[19]
- Hi ha “camps” per al conreu d'algues diverses que de fet són basses o estanys.[20][21][22]
- La producció casolana de xampinyons és un conreu que sovint es practica en cellers i soterranis de la mateixa casa. De manera semblant, les petites “plantacions” de xiitake (Lentinula edodes) se situen en cambres fosques emprant ampolles plenes de serradures o “terres” similars.
- La hidroponia (del grec: hydro, aigua, i ponos, feina) és un mètode per cultivar plantes fent servir solucions químiques de nutrients minerals dins l'aigua, sense fer servir cap mena de sòl.
- En agricultura urbana els "camps" són molt petits i sovint s'ubiquen als terrats de les cases.
- El conreu d'arbres miniatura bonsais es fa en "terrenys" molt reduïts. De la mida d'un test o menys.

## Història

### Neolític
La història dels camps agrícoles comença al Neolític. Els humans del Neolític, tot observant la natura, conegueren el cicle del creixement de les plantes. Aprengueren que si plantaven una llavor, gràcies a l'aigua de la pluja, aquesta germinaria i donaria fruit. Es convertiren en camperols que conreaven cereals (blat, ordi i sègol) i llegums (llenties, cigrons i pèsols).

#### Camps i poblats
La mateixa activitat agrícola implica l'existència dels camps destinats al conreu. El sedentarisme associat determina el perfeccionament dels habitatges i l'aparició dels poblats. De forma automàtica hi ha la necessitat de dos elements nous: les tanques per a protegir els camps i els corrals per a protegir els animals domèstics i els conreus. Una consideració addicional fa referència a la "propietat" dels camps de conreu.

### Mesopotàmia
L'agricultura mesopotàmica depenia molt del reg, efectuant-se a través de l'ús de canals, estanys, dics i dipòsits d'aigua. Les freqüents i violentes inundacions del Tigris, i en menor mesura, de l'Eufrates, feien que els canals necessitessin de reparació freqüent i de la contínua extracció del llim, i el reemplaçament continu dels marcadors d'inspecció i fites.
Un dels problemes bàsics de l'explotació agrícola, relacionada amb la propietat de la terra i els impostos, fou la mesura de la superfície dels camps basada en unitats ben definides.
Un exemple de camps artificials foren els Jardins penjants de Babilònia.
| Unitats de superfície | Unitats de superfície | Unitats de superfície | Unitats de superfície | Unitats de superfície | Unitats de superfície | Unitats de superfície |
| Unitat                | Proporció             | Dimensions            | Sumeri                | Accadi                | Cuneïforme            |                       |
| --------------------- | --------------------- | --------------------- | --------------------- | --------------------- | --------------------- | --------------------- |
| sicle                 | 1/60                  | 1 kuš₃ × 1 kuš₃       | gin₂                  | šiqlu                 | 𒂆                     |                       |
| jardí                 | 1                     | 12 kuš₃ × 12 kuš₃     | sar                   | mūšaru                | 𒊬                     |                       |
| quart de camp         | 5                     | 60 kuš₃ × 60 kuš₃     | uzalak                | ?                     | 𒀺                     |                       |
| mig camp              | 10                    | 120 kuš₃ × 60 kuš₃    | upu                   | ubû                   | 𒀹𒃷                    |                       |
| camp                  | 100                   | 60 ĝiri₃ × 60 ĝiri₃   | iku                   | ikû                   | 𒃷                     |                       |
| finca                 | 1.800                 | 3 eše₂ × 6 eše₂       | bur                   | būru                  | 𒁓                     |                       |

### Antic Egipte
Els egipcis van aprofitar el patró natural cíclic d'inundació del Nil. Com que aquesta inundació esdevenia d'una forma força previsible, els egipcis van poder desenvolupar les seves activitats agrícoles al seu voltant. Els nivells d'aigua del riu creixien l'agost i el setembre, deixant l'horta i el delta submergits a 1,5 metres d'aigua en el moment màxim. Quan el nivell d'aigua començava a baixar l'octubre, els pagesos passaven a tenir un sòl ben irrigat i fèrtil en el qual podien plantar els seus cultius. El terra que deixava la inundació es coneix com a llaquim i l'arrossegava el Nil des de l'altiplà d'Etiòpia.
Els cultius se sembraven l'octubre un cop acabava la inundació, i es deixava que creixessin amb atenció mínima fins que maduraven els mesos de març i maig. Mentre que les inundacions del Nil eren molt més previsibles i calmades que en altres rius, com el Tigris o l'Eufrates, no sempre era perfecte. L'aigua podia arribar a destruir canals construïts per irrigar, i la falta d'aigua generava un problema encara més gran en deixar els egipcis en situació de fam.
Igual que a Mesopotàmia, calia definir els límits dels camps de conreu per a la seva administració (propietat, cessió temporal, impostos…). Això va determinar els progrés de les matemàtiques, la geometria i l'agrimensura.
La unitat de superfície bàsica era el setat  ( Arure  en grec), equivalent a un quadrat 100 colzes de costat, és a dir, 10.000 colzes quadrats.
| S29 | V13 | V2 | X1 | O39 |

| S29 | V13 | V2 | X1 | O39 |

| D41 |

| D41 |

| Z9 |

| Z9 |

| G38 |

| G38 |

| M12 |

| M12 |

| D36 |

| D36 |

| V28 | G1 | X1 | N37 | M12 |

| V28 | G1 | X1 | N37 | M12 |

| M12 | N16 | Z1 | * | N23 |

| M12 | N16 | Z1 | * | N23 |

### Antiga Roma

#### Distribució i conreu de les terres
Les terres es dividien en gran i petits dominis. Els grans dominis variaven notablement en les dimensions de la seva superfície, i això variava en funció de la província. A partir de les 50 hectàrees podria considerar-se un gran domini, tot i que en el cas de cultius molt rendibles com la vinya podien tenir dimensions més petites. Eren freqüents els dominis de 100 hectàrees i, en alguns casos, n'hi havia que tenien milers d'hectàrees, sobretot en zones amb explotacions ramaderes. En general, quan el domini no era gaire gran (entre 50 i 200 hectàrees), el propietari en posseïa uns quants.
Les terres agrícoles eren encerclades amb oms, pins o xiprers, mentre que els prats i vergers eren protegits amb tanques, estaques, fossats o murs de pedra, totxana o ciment.
| Unitat romana                                                                                     | Nom català  | Igual a         | Equivalent mètric | Equivalent imperial     | Descripció                      |
| ------------------------------------------------------------------------------------------------- | ----------- | --------------- | ----------------- | ----------------------- | ------------------------------- |
| pes quadratus                                                                                     | peu quadrat | 1 pes qu.       | 0.0876 m2         | 0.943 sq ft             |                                 |
| scrupulum or decempeda quadrata                                                                   |             | 100 pedes qu.   | 8.76 m2           | 94.3 sq ft              | un quadrat de 10 peus de costat |
| actus simplex                                                                                     |             | 480 pedes qu.   | 42.1 m2           | 453 sq ft               | 4 × 120 pedes                   |
| uncia                                                                                             |             | 2400 pedes qu.  | 210 m2            | 2260 sq ft              |                                 |
| clima                                                                                             |             | 3600 pedes qu.  | 315 m2            | 3390 sq ft              | 60 × 60 pedes                   |
| actus quadratus o acnua                                                                           |             | 14400 pedes qu. | 1262 m2           | 13600 sq ft             | Anomenat arpennis a Gàl·lia     |
| jugerum                                                                                           |             | 28800 pedes qu. | 2523 m2           | 27200 sq ft 0.623 acres |                                 |
| heredium                                                                                          |             | 2 jugera        | 5047 m2           | 54300 sq ft 1.248 acres |                                 |
| centuria                                                                                          |             | 200 jugera      | 50.5 ha           | 125 acres               | antigament 100 jugera           |
| saltus                                                                                            |             | 800 jugera      | 201.9 ha          | 499 acres               |                                 |
| Mesures basades en Smith (1851). Equivalències mètriques aproximades, considerant 1 pes = 296 mm. |             |                 |                   |                         |                                 |

Les obres agronòmiques romanes tracten, entre altres coses, de la qualitat de la terra de conreu (i mètodes diferents per a conèixer la seva idoneïtat) i de mètodes diferents per a fer tanques naturals, amb bardisses i similars.
En el període arcaic les terres no tenien propietari. La primera distribució de terres assignà dues jugueres de terra conreable a cada ciutadà. Aquestes terres es consideraren propietat hereditària. Una pràctica freqüent era repartir terres als soldats veterans quan es llicenciaven. Això permetia repoblar territoris amb ciutadans fidels a Roma.

## Nou Testament
En el Nou Testament hi ha diverses referències a la compra d'un camp. Per exemple: a la 
paràbola del tresor amagat i al camp comprat amb les trenta peces de plata rebutjades per Judes.

## Isidor de Sevilla
En les Etimologies va incloure capítols sobre les terres, sobre els límits de les terres i sobre la mesura de la superfície dels camps.

## Agricultura i camps a l'Àndalus

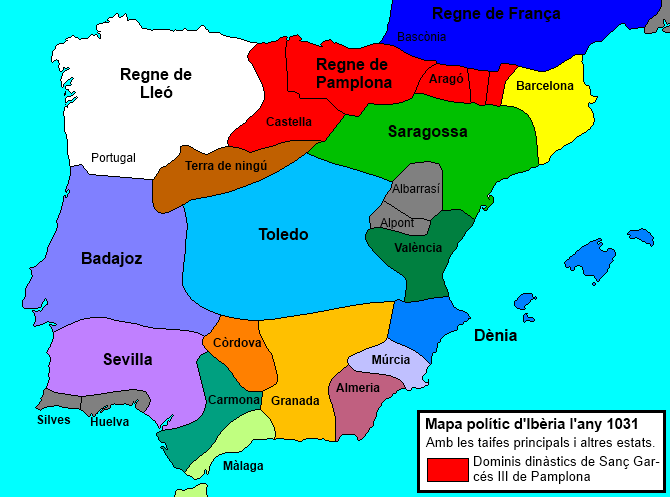
Taifes a l'any 1031

La conquesta islàmica de la península ibèrica tingué influència sobre els camps i els conreus agrícoles. S'accepta amb certa unanimitat que recuperaren i ampliaren la xarxa de reg existent en època romana destruïda en èpoques dels bàrbars.
Hi ha un tractat àrab important sobre agricultura: el Kitab al-Filaha (El llibre de l'agricultura) de Ibn al-Awwam. Es tracta d'una obra extensa que pot consultar-se en àrab i en la traducció castellana del tortosí Josep Banqueri.
Sobre l'explotació i la propietat dels camps de conreu al regne de Granada hi ha un estudi d'una certa profunditat (vegeu referència adjunta).

### Mesures andalusines de superfície
N'hi ha de tres menes:
- les basades en mesures lineals
- les basades en mesures de capacitat, que consideren la superfície en funció del volum de llavor necessari per a sembrar-la
  - una cafissada
- les basades en el temps necessari per a ser llaurades
  - 1 zawy = 1 tahwila = 1 jovada

## Les terres de conreu a la reconquesta de Catalunya
En les diferents etapes de la reconquesta cristiana de Catalunya l'agricultura fou fonamental. La producció agrícola assegurava la subsistència dels territoris conquerits i, per tant, l'estudi dels camps de conreu és bàsic.

### Camps de conreu a la Catalunya Nova
Les viles fortificades, els castells i els monestirs – propietaris de les terres de forma legal i efectiva – cedien els drets d'explotació amb un contracte d'emfiteusi. Aquesta fou la base de la repoblació dels territoris, de l'increment de la producció agrícola i ramadera, i de l'augment de la població.

### Conquesta de Mallorca
A la Al-Mayūrqa d'abans de la conquesta la distribució de les terres, la seva propietat i explotació estaven regulades d'una certa manera. Un dels sistemes emprats era el de les alqueries. De manera simplificada, una alqueria era un conjunt de terres de conreu amb una casa on vivien els pagesos. Aparentment, els explotadors d'una alqueria podien viure amb dignitat conreant les terres pròpies o assignades.
Un cop conquerida l'illa les terres esdevingueren propietat real i es feren repartiments. Alguns detalls es poden estudiar al Llibre del Repartiment de Mallorca.

### Conquesta de València
De manera análoga a Mallorca es produí la conquesta de València i existeix un Llibre del Repartiment de València.

## Societat feudal

Miniatura d'una caplletra d'un manuscrit medieval mostrant un serf, amb un instrument de treball observant dos senyors, un noble i l'altre, eclesiàstic, que discuteixen

Simplificant molt i pel que fa a les terres de conreu, hi havia els que les posseïen (nobles, església, ordes religioses) i els que les conreaven (pagesos). A les ciutats hi havia moltes professions que no es dedicaven a l'agricultura. També al camp hi havia professions que no depenien directament dels camps de conreu (carboners, llenyataires, caçadors, bosquerols, traginers, ...).
El repartiment desigual de la propietat de la terra i les obligacions provocaren problemes socials i revoltes. Hi ha conceptes diversos que cal tenir en compte: serfs de la gleva, remences, mals usos, masos rònecs,...

### Unitats tradicionals de superfície
Les unitats tradicionals de superfície més importants són les següents:
- Jornal
- Cafissada
- Destre
- Tafulla
- Fanecada
- Hort
- Jovada
- Mujada[38]
- Quarterada
- Quartó
- Tornall

## Transició des de l'Antic Règim fins a la Revolució industrial
El llarg període que va des del segle xii fins al segle xix és impossible de resumir. Hi ha èpoques d'una relativa bonança – amb bones collites i tranquil·litat militar i social- i èpoques desastroses (per clima, plagues, sequeres perllongades, guerres, abusos de poder, ...). Un exemple prou il·lustratiu és el de la Gran Fam Irlandesa. Entre mig milió i un milió de persones moriren de fam en un país colonitzat per Anglaterra que seguia exportant aliments.
Alguns conceptes fan referència a les terres de conreu: Terra amortitzada, Desamortitzacions espanyoles, Latifundis, minifundis,...

## Revolució industrial
A partir de la Revolució industrial, la progressiva mecanització i altres factors, el percentage de persones dedicades a l'agricultura es reduí de forma considerable. Molts trossos de terreny agrícola, conreables manualment o amb l'ajuda d'animals, es deixaren ermar en no permetre l'accés fàcil als tractors o altres màquines agrícoles.
La implantació del Sistema mètric decimal en una part important del món va normalitzar les mesures de superfície a efectes tècnics i legals.

## Agronomia

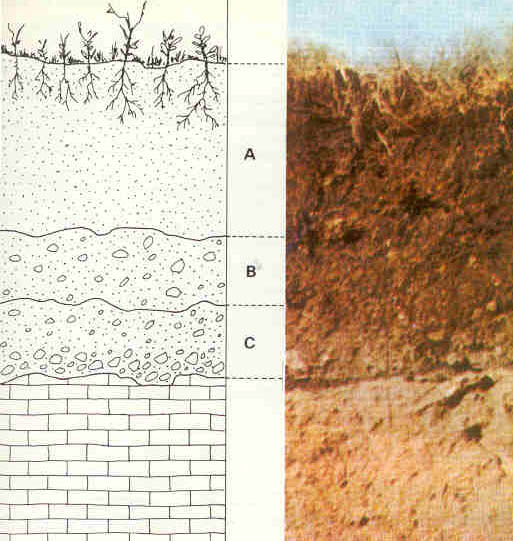
A representa el sòl; B representa la laterita, un regolit; C representa saprolita, un regolit menys meteoritat; la capa inferior representa la roca mare

L'agronomia és una branca de la ciència que tracta de l'estudi dels conreus i dels sòls on creixen. Els sòls reals pertanyen a camps reals. Els agrònoms treballen per desenvolupar métodes que millorin l'ús del sòl i augmentar la producció d'aliments i d'altres conreus. Duen a terme la recerca en la rotació de conreus, el reg i el drenatge, el conreu de vegetals, la classificació de sòls, la fertilitat de sòls, el control de males herbes i en altres àrees.
A l'article Història de l'agricultura hi ha una llista d'autors i obres agronòmiques

## Terra, propietat i societat
Durant segles el nucli de la qüestió era la propietat de les terres de conreu. Quines persones eren propietàries i quines treballadores. I quines eren les condicions de vida dels pagesos. ¿Podien viure dignament i amb prou llibertat? En molts països alguns pensaven que la solució era una reforma agrària. La realitat actual indica que cal reformes agràries adaptades a cada situació i que no n'hi ha prou amb pagesos propietaris i subvencionats en els països rics, al costat de distribucions arcaiques de la terra en els països del tercer món.

## Anècdotes curioses
Segons explicava Mark Twain, en les zones de meandres del riu Mississipi alguns propietaris de terres procuraven alterar el curs del riu en benefici propi. Un petita sequia cavada de nit podia transformar un terreny en una illa i incrementar el valor dels terrenys amb nou accés al riu.